# 慈母心
《慈母心》（英語：Stella Dallas）是一部1937年的美國劇情片，改編自1923年奧利夫·希金斯·普勞蒂的同名小說，由金·維多爾執導，芭芭拉·斯坦威克、約翰·博爾斯和安妮·雪莉主演。這部電影獲得了兩項奥斯卡金像奖提名，分別是最佳女主角獎和最佳女配角獎。

## 剧情
斯特拉·馬丁是工廠工人查理的女兒，生活在一戰後馬薩諸塞州的工廠小鎮，她決心讓自己變得更好。她將目光投向了工廠主管斯蒂芬·達拉斯，並在他情緒脆弱的時候抓住了他的心。斯蒂芬的父親在失去財產後自殺了。身無分文的斯蒂芬從上流社會消失，打算在經濟上能夠養活未婚妻海倫·莫里森後與她結婚。然而，就在他達到目的的時候，他在報紙上看到了她結婚的消息。于是他娶了斯特拉。
一年後，他們的女兒勞雷爾出生了。令斯特拉大吃一驚的是，她發現自己有強烈的母性本能。即使她出去跳舞和參加派對，她也忍不住想著她的孩子。隨著斯特拉的成長，斯特拉在社會上崛起的雄心和計劃只好轉移到了她的女兒身上。
斯蒂芬也很溺愛勞雷爾，但她是夫妻之間唯一的紐帶。他想幫助斯特拉變得更精緻，但沒有成功。他也強烈反對她繼續與粗俗的埃德·芒恩保持友誼。最後，當斯蒂芬升職需要搬到紐約時，斯特拉告訴他，他可以不带她和勞雷爾，只身离开。他們分開了，但仍然是已经结婚的夫妻。勞雷爾和她母親住在一起，但會定期去看望她父親。
多年後，斯蒂芬遇到了海倫，海倫現在是一位擁有三個兒子的富有寡婦。两人旧情复燃。勞雷爾應邀入住海倫的豪宅，她與海倫和她的兒子們相處得很好。斯蒂芬向斯特拉提出離婚，但她拒絕了。
斯特拉帶劳雷尔去了一個豪華的度假勝地，劳雷尔在那裡遇到了理查德·格罗夫纳三世，他們墜入愛河。然而，當斯特拉病癒後首次出现在大家面前時，她卻因粗俗而成為嘲笑的對象，而她自己卻渾然不覺。勞雷爾為她母親感到尷尬，堅持要立即離開这里，但沒有告訴她原因。在回程的火車上，斯特拉無意中聽到了真相。
斯特拉去和海倫談話。在得知海倫和斯蒂芬如果可以就会結婚後，她同意離婚並要求勞雷爾與他們同住。海倫瞭解到这一請求的原因並同意了。
當劳雷尔得知這個安排後，她不肯忍受並返回家中。不過，斯特拉已經收到電報通知，已經做好了迎接她的準備。斯特拉假裝她想要抛弃勞雷爾，這樣她就可以嫁給埃德·芒恩並去南美洲旅行。勞雷爾哭著跑回她父親身邊。
後來，勞雷爾和理查德結婚了。斯特拉在城市的街道上透過窗戶看著他們举行婚礼。斯特拉把自己隐藏在黑暗中，和其他好奇的旁观者一样，她的存在没有被注意到。然后她在雨中溜走，独自一人，为女儿的幸福而沾沾自喜。

## 演员
- 芭芭拉·斯坦威克 饰 斯特拉·达拉斯
- 約翰·博爾斯（英语：John Boles (actor)） 饰 斯蒂芬·达拉斯
- 安妮·雪莉（英语：Anne Shirley (actress)） 饰 劳雷尔·达拉斯
- 芭芭拉·奧尼爾（英语：Barbara O'Neil） 饰 海伦·达拉斯
- 阿倫·海爾（英语：Alan Hale Sr.） 饰 埃德·芒恩
- 瑪約瑞·曼恩（英语：Marjorie Main） 饰 马丁太太，斯特拉的母亲
- 蒂姆·霍爾特（英语：Tim Holt） 饰 理查德·格罗夫纳三世
- 喬治·沃爾科特（英语：George Walcott） 饰 查理·马丁
- 莉蓮·雅博（英语：Lillian Yarbo） 饰 格拉迪丝（未署名）

## 荣誉
在1938年的奥斯卡金像奖中，芭芭拉·斯坦威克獲得最佳女主角提名，安妮·雪莉獲得最佳女配角提名。
主角斯特拉·达拉斯獲得美国电影学会2003年美國電影協會AFI百年百大英雄與反派提名，被認為是斯坦威克的標誌性角色之一。
日本電影製作人黑澤明將《慈母心》列為他最喜歡的電影之一。